# Kaplica św. Anny w Królowym Moście
Kaplica św. Anny w Królowym Moście – kaplica rzymskokatolicka w stylu neoklasycystycznym z 1857 roku w Królowym Mieście.

## Historia
Fundatorem kaplicy był Jakub Sakowicz, właściciel wsi Janopol (obecnie Królowy Most). Jeśli okoliczni mieszkańcy byli w większości wyznania prawosławnego, władze carskie nie wydawały zgody na budowę kościołów katolickich. Występując 7 lipca 1856 z prośbą o pozwolenie Sakowicz jako powód podał chorobę swojej żony Wiktorii, która nie mogła jeździć do kościoła w Białymstoku. 8 stycznia 1857 roku wydano zezwolenie w którym pozwolono tylko na czasowe funkcjonowanie kaplicy i zakazano utrzymywania stałego kapłana. W marcu zostały zatwierdzone plany budowy, którą ukończono i oddano do użytku w tym samym roku.
Poświęcenie kaplicy dokonał metropolita wileński,biskup Wacław Żyliński 12. sierpnia 1858 roku. Powołał równocześnie ks.Teofila Hryniewickiego na stałego kapłana. W 1860 roku kaplica stała się filią kościoła w Białymstoku i liczyła około 400 wiernych z okolicznych wsi.  
Podczas powstania styczniowego w majątku  należącym do Sakowicza wyznaczono punkt zborny powstańców. Jedną z represji po upadku powstania styczniowego było zamknięcie kościoła 29 listopada 1864 roku. Jednym z argumentów był fakt śmierci żony Sakowicza - Wiktorii, kolejnym utrzymywanie stałego kapłana i stałych nabożeństw, a także założenie bez zezwolenia cmentarza obok kościoła. 
W 1865 wyznawcy prawosławia z okolicznych wsi wystąpili z prośbą o otwarcie w kaplicy cerkwi prawosławnej. Otrzymali zgodę i w 1870 roku w kaplicy otwarto cerkiew św. Aleksandra Newskiego. Cerkiew funkcjonowała w budynku do 1915 roku, kiedy większość prawosławnych wraz z  proboszczem ewakuowano w głąb Rosji.
Kaplica ponownie wraca pod zarząd kościoła katolickiego, a w 1925 roku staje się filią kościoła farnego w Białymstoku. 4 lipca 1952 roku przeszła pod zarząd parafii gródeckiej. 
Budynek został wpisany do rejestru zabytków w 1986 roku pod nr rej.: A-382 z 8.10.1986.

## Architektura
Kaplica zbudowano na planie prostokąta. Ściany wybudowane są z kamienia, natomiast szczyty są ceglane. W ścianach bocznych znajdują się symetrycznie po 3 szerokie półkoliste okna. We wnętrzu, nad wejściem, znajduje się drewniany chór oparty na drewnianych podporach. 